# 페르난다 우레홀라
페르난다 우레홀라(Fernanda Urrejola, 1981년 9월 24일 ~ )는 칠레의 배우이다.